# The Lord Loves the Irish
The Lord Loves the Irish er en amerikansk stumfilm fra 1919 af Ernest C. Warde.

## Medvirkende
- J. Warren Kerrigan som Miles Machree
- Aggie Herring som Machree
- James O. Barrows som Timothy Lynch
- Fritzi Brunette som Sheila Lynch
- William Ellingford som Malachi Nolan